# Lucile Browne
Lucile Ruth Browne (18 de marzo de 1907 – 10 de mayo de 1976) fue una actriz de cine estadounidense. Protagonizó junto a John Wayne las películas de 1935 Texas Terror y Rainbow Valley.

## Vida personal
Hija del Sr. y la Sra. Harris L. Browne, nació en Memphis, Tennessee, y se mudó a San Petersburgo, Florida en 1923. Comenzó a estudiar elocución cuando tenía 10 años, estudió con un instructor de la Universidad de Chicago y asistió a la Noyes School of Expression en Boston, Massachusetts. Se graduó en 1925 de la St. Petersburg High School.
En 1926, Browne fue nombrada Miss Florida en un concurso de belleza patrocinado por el Tampa Times, ya que los jueces la seleccionaron basándose en fotografías de docenas de candidatas. Había sido nombrada Miss St. Petersburg por una revista el año anterior. Antes de hacer películas, trabajó como modelo en Nueva York y actuó con una compañía teatral en Chicago.

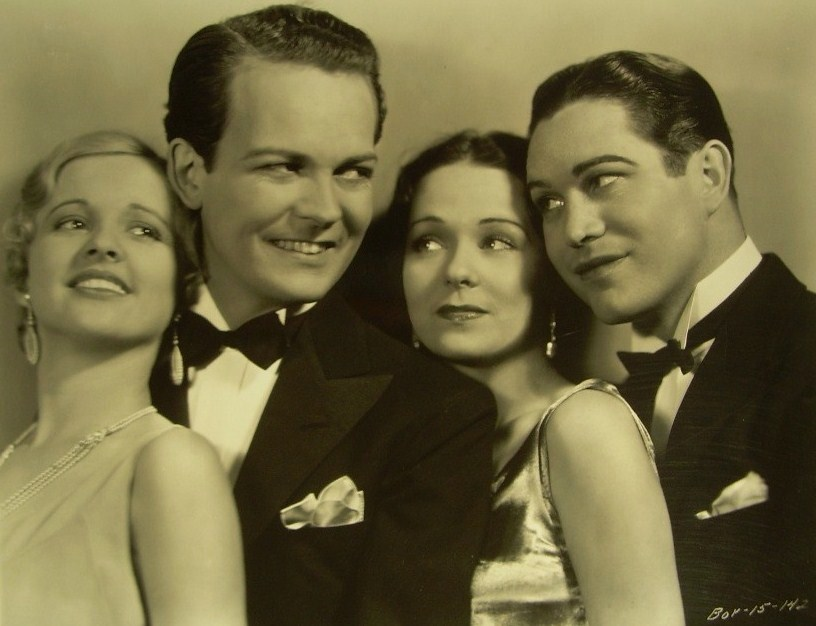
Young as You Feel de Frank Borzage (1931)

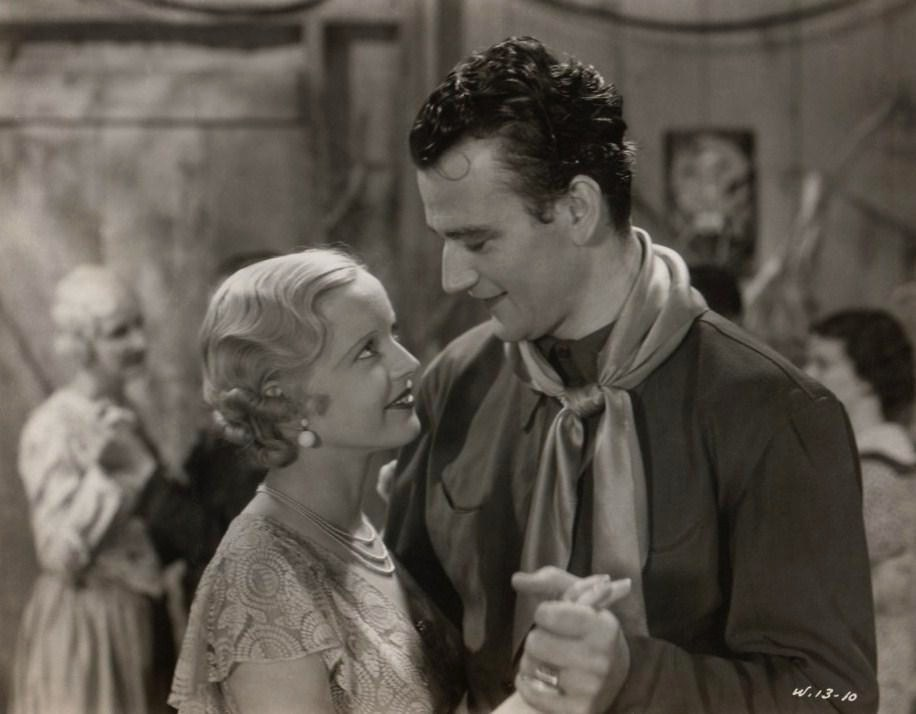
Browne y John Wayne en Texas Terror (1935)

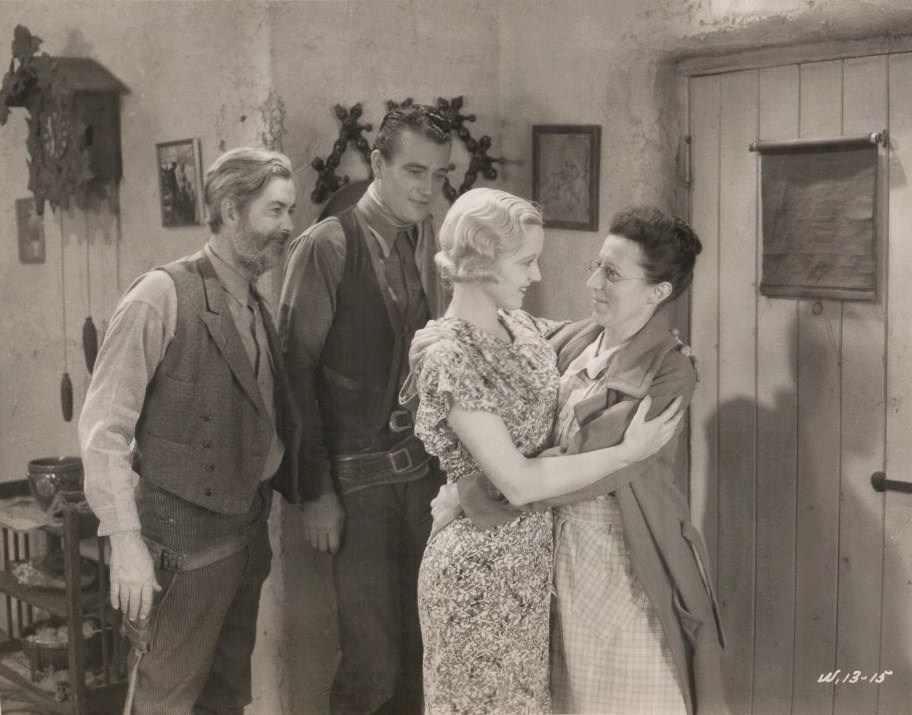
Gabby Hayes, John Wayne, Browne y Fern Emmett en Texas Terror (1935)

Mientras filmaba The Airmail Mystery en 1932, Browne conoció a su futuro esposo, el actor James Flavin. Se casaron poco después y permanecieron juntos durante más de 40 años hasta su muerte el 23 de abril de 1976. Browne murió 17 días después, el 10 de mayo. La pareja tuvo un hijo, el Dr. William James Flavin, un profesor.

## Filmografía
- The Last of the Duanes (1930) - Ruth Garrett
- Soup to Nuts (1930) - Louise - Otto's Niece
- Young as You Feel (1931) - Dorothy Gregson
- Danger Island (1931, Serial) - Bonnie Adams
- Girls About Town (1931) - Edna Howard
- Battling with Buffalo Bill (1931) - Jane Mills
- The Texan (1932) - Mary Lou
- Cannonball Express (1932) - Sally
- The Airmail Mystery (1932) - Mary Ross
- The Last of the Mohicans (1932, Serial) - Alice Munro
- Parole Girl (1933) - Miss Manning (sin acreditar)
- Fra Diavolo (1933) - Zerlina
- King of the Arena (1933) - Mary Hiller
- Double Harness (1933) - Valerie Colby Moore
- The Crimson Paradise (1933) - Connie
- Flying Down to Rio (1933) - amiga de Belinha (sin acreditar)
- The Mystery Squadron (1933) - Dorothy Gray
- Now I'll Tell (1934) - Nurse (escenas eliminadas)
- Hide-Out (1934) - Rubia con dolor de cabeza (sin acreditar)
- The Law of the Wild (1934) - Alice Ingram
- Elinor Norton (1934) - Personal del editor (sin acreditar)
- The Brand of Hate (1934) - Margie Larkins
- Texas Terror (1935) - Bess Mathews
- Secrets of Chinatown (1935) - Zenobia
- Rainbow Valley (1935) - Eleanor
- On Probation (1935) - Jane Murray
- Western Frontier (1935) - Mary Harper
- Tumbling Tumbleweeds (1935) - Jerry
- Magnificent Obsession (1935) - Enfermera (sin acreditar)
- The Crooked Trail (1936) - Helen Carter
- Cheyenne Rides Again (1937) - Sally Lane
- Dead End (1937) - Mujer bien vestida (sin acreditar)
- Sweethearts (1938) - Corista (sin acreditar)
- Missing Daughters (1939) - Estelle (sin acreditar)
- Ride, Tenderfoot, Ride (1940) - Marcia (sin acreditar)
- Doctors Don't Tell (1941) - (sin acreditar)
- A Tragedy at Midnight (1942) - Enfermera (sin acreditar)
- Once Upon a Time (1944) - Miss Flemming (sin acreditar)
- Ladies of Washington (1944) - Pasajera del taxi (sin acreditar)
- The Thin Man Goes Home (1944) - Mujer patinadora (sin acreditar)
- A Woman of Distinction (1950) - Manicurista (sin acreditar)
- No Sad Songs for Me (1950) - Mrs. Hendrickson (sin acreditar)